# Баженов, Павел Сергеевич
Па́вел Серге́евич Ба́женов (род. 2 января 1990, Таллин) — российский игрок в пляжный футбол. Голкипер московского клуба «Спартак».
Баженов начал карьеру в пляжном футболе в 2010 году. Первой командой был «Кристалл» (Санкт-Петербург). В апреле 2016 перешёл в московский «Спартак», через два года стал бронзовым призером чемпионата России. За «Спартак» провел 75 матчей и забил 5 голов.
За сборную России дебютировал 9 апреля 2019 года, провёл 30 матчей во всех турнирах и забил 3 гола.

## Достижения
«Спартак»
- Серебряный призёр чемпионата России: 2019
- Бронзовый призёр чемпионата России: 2018
- Финалист Кубка России: 2019